# خواكيم شميد
خواكيم شميد (بالألمانية: Joachim Schmid) هو مصور ألماني، ولد في 21 مايو 1955 في بالينغن في ألمانيا.